# フェルディナント・ボナフェントゥラ・キンスキー
フェルディナント・ボナフェントゥラ・フュルスト（侯爵）・キンスキー・フォン・ヴヒニッツ・ウント・テッタウ（Ferdinand Bonaventura Fürst Kinsky von Wchinitz und Tettau, 1834年10月22日 - 1904年1月2日）は、オーストリア＝ハンガリー帝国・ボヘミアの上級貴族キンスキー・フォン・ヴヒニッツ・ウント・テッタウ侯爵家の第7代当主。全名はフェルディナント・ボナフェントゥラ・クリスティアン・ヨーゼフ・ヒエロニムス・ルドルフ・ラファエル（Ferdinand Bonaventura Christian Josef Hieronymus Rudolf Rafael）。

## 生涯
キンスキー侯ルドルフとその妻のコロレード＝マンスフェルト伯爵夫人ヴィルヘルミーネ（1804年 - 1871年）の間の長男として生まれ、わずか2歳でキンスキー侯爵家の家督を継ぎ、1855年から亡くなるまでホツェン（現在のチェコ領パルドゥビツェ州ホツェニ）の城主であった。名騎手として知られ、オーストリア皇后エリーザベトの乗馬仲間の1人だった。1904年に落馬事故により死去した。
1856年4月5日にウィーンにおいて、リヒテンシュタイン家の侯女マリー（1835年 - 1906年）と結婚し、間に7人の子女をもうけた。